# Christian Vielhaber
Christian Vielhaber (* 1. Juni 1948; † 2. Mai 2025 in Wien) war ein österreichischer Geograph und Geographiedidaktiker. Vielhaber war außerordentlicher Universitätsprofessor an der Universität Wien.

## Werdegang
Nach dem Studium der Geographie und Anglistik an der Universität Wien legte Vielhaber die Lehramtsprüfung ab. Danach dissertierte er als Assistent am Institut für Geographie an der Lehrkanzel für Human- und Bevölkerungsgeographie bei Ernest Troger. Hier war einer seiner Forschungsschwerpunkte Südostasien. Vielhaber habilitierte sich als einer der ersten Geographiedidaktiker in Österreich 1988 mit einer Arbeit zur Politischen Bildung im Geographie-und-Wirtschaftskunde-Unterricht.
Gemeinsam mit Helmut Wohlschlägl war er am Wiener Institut am Aufbau der Fachdidaktikausbildung engagiert. Gemeinsam mit Wohlschlägl redigierte er die gelbe Fachdidaktikreihe „Materialien zur Didaktik der Geographie und Wirtschaftskunde“ am Institut für Geographie der Universität Wien.
Von seinem Wirken zeugen auch die am Institut in Wien betreuten Diplomarbeiten in Fachdidaktik. Vielhaber war darüber hinaus maßgeblich an der Gründung des Regionalen Fachdidaktikzentrums GW 2009 an der Universität Wien beteiligt. Ab 1987 organisierte er Fachdidaktische Kooperationsprojekte zwischen Universität und Schule.
1995 holte ihn Wolfgang Sitte in die Redaktion der wichtigsten österreichischen Zeitschrift für Fachdidaktik „GW-Unterricht“, wo er bis 2009 (Heft 115) maßgeblich Akzente setzte. In diesem Zusammenhang initiierte Vielhaber gemeinsam mit dem GW-Didaktiker der Universität Innsbruck Andreas Erhard (der 2006 bei einem Lawinenunglück in den Tiroler Bergen starb) lange Jahre die österreichischen GW-Fachdidaktikertagungen in Haimingerberg.
Neben seiner Tätigkeit als Universitätslehrer engagierte sich Vielhaber in dem von Hans Czermak gegründeten Verein für gewaltlose Erziehung, dem er auch als Obmann vorstand.

## Publikationen
- Schriftenreihe Materialien zur Didaktik der Geographie und Wirtschaftskunde
- Veröffentlichungsliste Christian Vielhaber
- Publikationen Christian Vielhaber – Bestand an der UB-Wien
- Positionspapiere am Fachdidaktikzentrum GW
- Sabine Schlüter, Christian Vielhaber (Hrsg.): The best of Kinderschutz aktiv. Eine Sammlung von Beiträgen in Erinnerung an Hans Czermak. Wien 2002, ISBN 3-9501487-0-1. (Online)